# George Szpiro
George Geza Szpiro (* 18. Februar 1950 in Wien)  ist ein israelisch-schweizerischer angewandter Mathematiker und Journalist, der als Autor populärwissenschaftlicher mathematischer Aufsätze und Bücher hervorgetreten ist.

## Leben
Szpiro wurde in Wien geboren, siedelte 1961 nach Zug über und besuchte bis zum Abitur die Kantonsschule Zürich. Er studierte Mathematik und Physik an der ETH Zürich, Betriebswirtschaft an der Stanford University und promovierte 1984 in mathematischer Ökonomie an der Hebrew University in Jerusalem. Danach war er an der Hebrew University, der University of Pennsylvania und der Universität Zürich. Nebenbei arbeitete er als Managementberater bei McKinsey in Zürich, München und London.
Seit 1986 war er Israel-Korrespondent der Neuen Zürcher Zeitung in Jerusalem, im Jahr 2012 ging er als Korrespondent der NZZ an die US-amerikanische Westküste. Szpiro ist seit 1997 Wissenschaftsjournalist der NZZ. Seine seit 2002 erscheinende regelmäßige monatliche Kolumne (Szpiros kleines Einmaleins) über Mathematik in der Sonntagsausgabe veröffentlichte er auch in zwei Büchern. Ausserdem schrieb er je ein Buch über die Lösung der Kepler-Vermutung und der Poincaré-Vermutung.
Als Wissenschaftler befasste er sich unter anderem mit Finanzmathematik, Risikotheorie, genetischen Algorithmen und ihre Verwendung bei der Vorhersage von Regelmäßigkeiten in Zeitreihen.
2003 erhielt er den Prix Media der Akademie der Naturwissenschaften der Schweiz und 2006 erhielt er den Medienpreis der DMV für seine Kolumne.

## Schriften
- Das Poincaré-Abenteuer – ein mathematisches Welträtsel wird gelöst, Piper, München 2008, ISBN 3-492-25725-9  (englisches Original: Poincaré´s Prize – the hundred years quest to solve one of mathematics greatest puzzles, New York, Dutton 2007), Review der englischen Ausgabe von Raymond Lickorish, Notices AMS 2008, PDF-Datei
- Kepler´s Conjecture – how some of the greatest minds in history helped solve one of the oldest math problems in the world, John Wiley 2003, Review von Frank Morgan, Notices AMS 2005, PDF-Datei
- The Secret Life of numbers – 50 easy pieces of how mathematicians work and  think, Washington D.C., Joseph Henry Press 2006
- Numbers Rule: The Vexing Mathematics of Democracy from Plato to the Present, Princeton University Press 2010, ISBN 978-0-691-13994-4
  - Die verflixte Mathematik der Demokratie, Springer, Berlin, Heidelberg, New York 2011 ISBN 978-3-642-12890-5
- Mathematik für Sonntagmorgen – 50 Geschichten aus Mathematik und Wissenschaft, NZZ Libro 2005, Piper 2009, ISBN 3-492-25115-3  (englische Ausgabe: Mathematics for Sunday morning)
- Mathematik für Sonntagnachmittag – 50 weitere Geschichten aus Mathematik und Wissenschaft, NZZ Libro 2006, ISBN 978-3-03823-225-4, Piper 2009, ISBN 3-492-25116-1  (englische Ausgabe: Mathematics for Sunday afternoon)
- Mathematischer Cocktail – Zauberwürfel, die Liebe zu Warteschlangen und weitere Geschichten, NZZ Libro 2008, ISBN 3-03823-439-7
- A Mathematical Medley: Fifty Easy Pieces on Mathematics, AMS 2010
- Numbers Rule: The Vexing Mathematics of Democracy, from Plato to the Present, Princeton University Press 2010, ISBN 978-0-691-13994-4 (deutsch: Die verflixte Mathematik der Demokratie, Springer, Verlag Neue Zürcher Zeitung)